# Kansas City Chiefs 1979
La stagione 1979 dei Kansas City Chiefs è stata la decima nella National Football League e la 20ª complessiva. Malgrado avere vinto tre partite più dell'anno precedente, la squadra mancò l'accesso ai playoff per l'ottavo anno consecutivo.
Kansas City aveva due scelte nel primo giro del Draft NFL 1979, utilizzate per il defensive end Mike Bell e il quarterback Steve Fuller. Per la terza gara della stagione, Fuller aveva soppiantato il veterano Mike Livingston come titolare.

## Roster
| Roster dei Kansas City Chiefs nel 1979 |
| --- |
| Quarterback - 4 Steve Fuller - 10 Mike Livingston Running Back - 35 Horace Belton - 23 Earl Gant - 22 Ted McKnight FB - 21 Arnold Morgado - 32 Tony Reed Wide Receiver - 80 Johnnie Dirden - 83 Steve Gaunty - 89 Henry Marshall - 87 Stan Rome - 86 J.T. Smith Tight End - 85 Ed Beckman - 84 Al Dixon - 81 Tony Samuels - 88 Walter White Offensive Linemen - 56 Charlie Ane C - 65 Tom Condon G - 77 Charlie Getty T - 60 Matt Herkenhoff T - 70 Jim Nicholson T - 58 Jack Rudnay C - 73 Bob Simmons G - 76 Rod Walters G Defensive Linemen - 99 Mike Bell DE - 75 Sylvester Hicks DE - 91 Ken Kremer DT - 71 Dave Lindstrom DE - 61 Don Parrish DT - 67 Art Still DE Linebacker - 52 Thomas Howard Sr. - 51 Charles Jackson - 54 Frank Manumaleuga - 53 Whitney Paul - 50 Cal Peterson - 55 Dave Rozumek - 59 Gary Spani Defensive Back - 25 Gary Barbaro FS - 42 M.L. Carter - 41 Herb Christopher SS - 44 Tim Collier CB - 24 Gary Green CB - 31 Jerry Reese SS Special Team - 1 Bob Grupp P - 3 Jan Stenerud K |
| Legenda - I rookie sono in corsivo. - Il primo ruolo è il principale mentre gli eventuali successivi indicano i ruoli secondari. - (IR) sta per Injured Reserve ed indica la lista ristretta per un solo giocatore infortunato che può tornare ad allenarsi dopo la settimana 6 e a rientrare in prima squadra dopo che questa ha giocato 8 partite. - (NF-Inj.) / (NF-Ill.) stanno rispettivamente per Non-Football Injured e Non-Football Illness ed indicano le liste dove viene inserito un giocatore che ha un infortunio o una malattia non dipendente dal football americano. - (PUP) sta per Physically Unable to Perform ed indica la lista dove viene inserito un giocatore mentre è in attesa di recuperare la condizione fisica. Nella stagione regolare dopo la sesta partita giocata dalla propria squadra, il giocatore ha tempo tre settimane per riprendere ad allenarsi, più tre settimane aggiuntive dal suo rientro agli allenamenti per rientrare in prima squadra.                              |

## Calendario
| Stagione regolare |                   |                         |           |          |
| Turno             | Data              | Avversario              | Risultato | Pubblico |
| 1                 | 2 settembre 1979  | Baltimore Colts         | V 14–0    | 50,442   |
| 2                 | 9 settembre 1979  | Cleveland Browns        | S 27–24   | 42,181   |
| 3                 | 16 settembre 1979 | at Houston Oilers       | S 20–6    | 45,684   |
| 4                 | 23 settembre 1979 | Oakland Raiders         | V 35–7    | 67,821   |
| 5                 | 30 settembre 1979 | at Seattle Seahawks     | V 24–6    | 61,169   |
| 6                 | 7 ottobre 1979    | at Cincinnati Bengals   | V 10–7    | 40,041   |
| 7                 | 14 ottobre 1979   | Denver Broncos          | S 24–10   | 74,292   |
| 8                 | 21 ottobre 1979   | New York Giants         | S 21–17   | 44,362   |
| 9                 | 28 ottobre 1979   | at Denver Broncos       | S 20–3    | 74,908   |
| 10                | 4 novembre 1979   | San Diego Chargers      | S 20–14   | 59,353   |
| 11                | 11 novembre 1979  | Pittsburgh Steelers     | S 30–3    | 70,132   |
| 12                | 18 novembre 1979  | at Oakland Raiders      | V 24–21   | 53,596   |
| 13                | 25 novembre 1979  | at San Diego Chargers   | S 28–7    | 50,078   |
| 14                | 2 dicembre 1979   | Seattle Seahawks        | V 37–21   | 42,160   |
| 15                | 9 dicembre 1979   | at Baltimore Colts      | V 10–7    | 25,684   |
| 16                | 16 dicembre 1979  | at Tampa Bay Buccaneers | S 3–0     | 63,624   |

## Classifiche
| AFC West              |    |   |   |      |     |      |     |     |     |
|                       | V  | S | P | %    | DIV | CONF | PF  | PS  | STR |
| San Diego Chargers(1) | 12 | 4 | 0 | .750 | 6–2 | 9–3  | 411 | 246 | V2  |
| Denver Broncos(5)     | 10 | 6 | 0 | .625 | 4–4 | 7–5  | 289 | 262 | S2  |
| Seattle Seahawks      | 9  | 7 | 0 | .563 | 3–5 | 6–6  | 378 | 372 | V2  |
| Oakland Raiders       | 9  | 7 | 0 | .563 | 3–5 | 5–7  | 365 | 337 | S1  |
| Kansas City Chiefs    | 7  | 9 | 0 | .438 | 4–4 | 7–7  | 238 | 262 | S1  |